# Campeonato Nacional de Fútbol de Cuba
Das Campeonato Nacional de Fútbol de Cuba (Nationale Fußballmeisterschaft Kubas) ist die höchste Liga im kubanischen Fußball, wurde 1912 gegründet und das erste Mal ausgetragen.

## Geschichte
Das CNF wurde 1912 erstmals ausgetragen und ist damit die älteste Fußballmeisterschaft in der Karibik und die zweitälteste in Lateinamerika nach dem Brasilianischen Campeonato Brasileiro de Futebol. Der erste kubanische Meister war 1912 der Verein Rovers AC aus Havanna. Nach der Revolution von 1959 wurde das gesamte kubanische Sportwesen unter staatliche Ordnung gestellt, wobei dem Fußball im Gegensatz zu anderen populären Sportarten keine Priorität zugemessen wurde. An Stelle der bisherigen Vereine nahmen nun Auswahlmannschaften verschiedener Städte an der Meisterschaftsrunde teil. Nachdem mit der Verwaltungsreform von 1976 das Land in 14 Provinzen und ein Sonderverwaltungsgebiet eingeteilt wurde, bilden diese nun auch die Grundstruktur für die landesinternen Wettbewerbe aller Mannschaftssportarten einschließlich ab 1978 des Fußballs – wobei die nationale Meisterschaft im Nationalsport Baseball das mit Abstand größte öffentliche Interesse auf sich zieht.
Der kubanische Fußballmeister ist jeweils zur Teilnahme an der CFU Club Championship berechtigt, dem seit 1997 ausgetragenen Qualifikationswettbewerb zur CONCACAF Champions League. Kuba hat jedoch bisher nur ein einziges Mal von diesem Recht Gebrauch gemacht: Im November 2007 nahm der damalige Meister Pinar del Río an der karibischen Meisterschaft der Vereinsmannschaften teil, konnte sich in den drei in Trinidad und Tobago absolvierten Gruppenspielen jedoch nicht für die spätere Champions League qualifizieren.
Die Kubanische Fußballmeisterschaft wurde 2015 zum hundertsten Mal ausgetragen, die Spiele der Hauptrunde waren vom 31. Januar bis zum 9. Mai angesetzt. Nach einem Rekordlauf von elf Siegen in Folge stand bereits im April mit noch vier ausstehenden Spieltagen die Auswahlmannschaft der Provinz Camagüey als Meister der Jubiläumssaison fest. Seit Beginn des gegenwärtigen Austragungsmodus mit Provinzauswahlmannschaften im Jahr 1978 ist Villa Clara mit bisher 13 Titeln Rekordmeister.

## Austragungsmodus
Die kubanische Fußballmeisterschaft wird aktuell jeweils in der ersten Jahreshälfte durch ein Ligasystem mit zehn teilnehmenden Mannschaften ausgetragen. Jede Mannschaft spielt zweimal gegen jede gegnerische Mannschaft, wovon jeweils ein Spiel im eigenen und eines im Stadion des Gegners abgehalten wird. Daraus ergeben sich insgesamt 18 Spieltage. Der Tabellenerste am Ende der Saison gewinnt den Meistertitel, die ersten acht Mannschaften sind automatisch für die nächste Saison qualifiziert. Die beiden Tabellenletzten nehmen am Relegationsturnier („Torneo de Ascenso“) wenige Wochen vor Beginn der neuen Saison teil, bei dem sie auf die sechs im vorangegangenen Jahr nicht für den Ligabetrieb qualifizierten Provinzauswahlen treffen. Das Relegationsturnier startet mit zwei Vierer-Gruppen, bevor in der zweiten Runde die vier Erst- und Zweitplatzierten der ersten Runde gegeneinander antreten. Die beiden erfolgreichsten Mannschaften der zweiten Runde erlangen anschließend den neunten und zehnten Startplatz der nationalen Meisterschaftsliga. Die zehn qualifizierten Mannschaften können vor Saisonbeginn jeweils bis zu drei Spieler der sechs im Relegationsturnier ausgeschiedenen Mannschaften für die Dauer der Saison in den eigenen Spielerkader übernehmen, wobei die Größe jedes einzelnen Kaders auf 30 Spieler begrenzt ist.

## Teilnehmer 2018
- FC Camagüey (Minas)
- FC Ciego de Ávila (Morón)
- FC Cienfuegos
- CF Granma (Bayamo)
- FC Guantánamo
- FC Isla de La Juventud (Nueva Gerona)
- FC La Habana (Guanajay)
- FC Las Tunas (Manatí)
- FC Pinar del Río
- FC Sancti Spíritus
- FC Santiago de Cuba
- FC Villa Clara (Zulueta)

## Liga-Meister
| - 1912: Rovers AC (Havanna) - 1913: CD Hatuey (Havanna) - 1914: Rovers AC (Havanna) - 1915: Hispano América (Havanna) - 1916: La Habana FC (Havanna) - 1917: Iberia (Havanna) - 1918: Iberia (Havanna) - 1919: Hispano América (Havanna) - 1920: Hispano América (Havanna) - 1921: Hispano América (Havanna) - 1922: Iberia (Havanna) - 1923: Iberia (Havanna) - 1924: Olimpia (Manzanillo) - 1925: Fortuna (Güines) - 1926: Real Iberia (Havanna) - 1927: Juventud Asturiana (Havanna) - 1928: Real Iberia (Havanna) - 1929: Real Iberia (Havanna) - 1930: Deportivo Español - 1931: DC Gallego (Havanna) - 1932: DC Gallego (Havanna) - 1933: Juventud Asturiana (Havanna) - 1934: Real Iberia (Havanna) - 1935: Juventud Asturiana (Havanna) | - 1936: Juventud Asturiana (Havanna) - 1937: DC Gallego (Havanna) - 1938: DC Gallego (Havanna) - 1939: DC Gallego (Havanna) - 1940: DC Gallego (Havanna) - 1941: Juventud Asturiana (Havanna) - 1942: Deportivo Puentes Grandes - 1943: Deportivo Puentes Grandes - 1944: Juventud Asturiana (Havanna) - 1945: DC Gallego (Havanna) - 1946: nicht ausgetragen - 1947: DC Gallego (Havanna) - 1948: Juventud Asturiana (Havanna) - 1949: Diablos Rojos (Santiago de Cuba) - 1950: Hispano América (Havanna) - 1951: Deportivo San Francisco - 1952: Deportivo San Francisco - 1953: Deportivo San Francisco - 1954: Deportivo San Francisco - 1955: Deportivo San Francisco - 1956: Casino Español - 1957: Deportivo San Francisco - 1958: Deportivo Mordazo - 1959: Deportivo Mordazo | - 1960: Cerro (Havanna) - 1961: Deportivo Mordazo - 1962: nicht ausgetragen - 1963: Industriales (Havanna) - 1964: Industriales (Havanna) - 1965: Havanna - 1966: Havanna - 1967: Havanna - 1968: Granjeros (Camagüey) - 1969: Granjeros (Camagüey) - 1970: Granjeros (Camagüey) - 1971: nicht ausgetragen - 1972: Industriales (Havanna) - 1973: Industriales (Havanna) - 1974: Azucareros (Cienfuegos) - 1975: Granjeros (Camagüey) - 1976: Azucareros (Cienfuegos) - 1977: Granjeros (Camagüey) - 1978/79: Ciudad de La Habana - 1979: Ciudad de La Habana - 1980: Villa Clara - 1981: Villa Clara - 1982: Villa Clara - 1983: Villa Clara | - 1984: Ciudad de La Habana - 1985: Cienfuegos - 1986: Villa Clara - 1987: Pinar del Río - 1988/89: Pinar del Río - 1989/90: Pinar del Río - 1990/91: Cienfuegos - 1991/92: Pinar del Río - 1992: Villa Clara - 1993: Ciego de Ávila - 1994: Ciudad de La Habana - 1995: Pinar del Río - 1996: Villa Clara - 1997: Villa Clara - 1998: Ciudad de La Habana - 1999/00: Pinar del Río - 2000/01: Ciudad de La Habana - 2001/02: Ciego de Ávila - 2002/03: Villa Clara - 2003: Ciego de Ávila - 2004/05: Villa Clara - 2005/06: Holguín - 2006/07: Pinar del Río - 2007/08: Cienfuegos | - 2008/09: Cienfuegos - 2009/10: Ciego de Ávila - 2010/11: Villa Clara - 2012: Villa Clara - 2013: Villa Clara - 2014: Ciego de Ávila - 2015: Camagüey - 2016: Villa Clara - 2017: Santiago de Cuba - 2018: Santiago de Cuba - 2019: Santiago de Cuba - 2019/20: abgebrochen.... - 2020/21: nicht ausgetragen.... |